# Santisteban del Puerto
Santisteban del Puerto est une commune située dans la province de Jaén de la communauté autonome d'Andalousie en Espagne.

## Administration
| Période                                  | Période | Identité | Étiquette | Qualité |
| ---------------------------------------- | ------- | -------- | --------- | ------- |
| N/A                                      | N/A     | N/A      | N/A       | Maire   |
| Les données manquantes sont à compléter. |         |          |           |         |

## Personnalités
- Jacinto Higueras (1877-1954), sculpteur espagnol, est né à Santisteban del Puerto;
- Modesto Higueras Cátedra (1910-1985), acteur et directeur de théâtre espagnol;
- Jacinto Higueras Cátedra (1914-2009), acteur, sculpteur et peintre espagnol.